# Ким Джин Хён
Ким Джин Хён (кор. 김진현, общепринятая латинская транскрипция — Kim Jinhyeon; 6 июля 1987) — южнокорейский футболист, вратарь клуба «Сересо Осака» и сборной Республики Корея.

## Международная карьера
Ким Джин Хён 3 раза появлялся в составе сборной Республики Корея на Чемпионате мира среди молодёжных команд 2007.
Его дебют в сборной Республики Корея состоялся 30 мая 2012 года в товарищеском матче против Испании.
Ким Джин Хён являлся основным вратарём национальной сборной Республики Корея на Кубке Азии 2015, за исключением матча против Кувейта. Он сохранял ворота «сухими» на протяжении всего турнира, пока в финале против Австралии не пропустил два гола в матче, проигранном со счётом 2:1.

## Статистика выступлений

### Клубная
| Выступление | Выступление  | Выступление | Лига | Лига | Кубок            | Кубок            | Кубок лиги      | Кубок лиги      | Континент.         | Континент.         | Итого | Итого |
| Сезон       | Клуб         | Лига        | Игры | Голы | Игры             | Голы             | Игры            | Голы            | Игры               | Голы               | Игры  | Голы  |
| Япония      | Япония       | Япония      | Лига | Лига | Кубок Императора | Кубок Императора | Кубок Джей-лиги | Кубок Джей-лиги | Лига чемпионов АФК | Лига чемпионов АФК | Итого | Итого |
| ----------- | ------------ | ----------- | ---- | ---- | ---------------- | ---------------- | --------------- | --------------- | ------------------ | ------------------ | ----- | ----- |
| 2009        | Сересо Осака | Джей-лига 2 | 50   | 0    | 0                | 0                | -               | -               | -                  | -                  | 50    | 0     |
| 2010        | Сересо Осака | Джей-лига   | 19   | 0    | 0                | 0                | 5               | 0               | -                  | -                  | 24    | 0     |
| 2011        | Сересо Осака | Джей-лига   | 34   | 0    | 3                | 0                | 1               | 0               | 9                  | 0                  | 47    | 0     |
| 2012        | Сересо Осака | Джей-лига   | 34   | 0    | 0                | 0                | 5               | 0               | -                  | -                  | 39    | 0     |
| 2013        | Сересо Осака | Джей-лига   | 34   | 0    | 2                | 0                | 8               | 0               | -                  | -                  | 44    | 0     |
| 2014        | Сересо Осака | Джей-лига   | 31   | 0    | 4                | 0                | 0               | 0               | 8                  | 0                  | 47    | 0     |
| 2015        | Сересо Осака | Джей-лига 2 | -    | -    | -                | -                | -               | -               | -                  | -                  | -     | -     |
| Итоги       | Итоги        | Итоги       | 202  | 0    | 9                | 0                | 19              | 0               | 17                 | 0                  | 247   | 0     |

### Международная
Список матчей за сборную Республики Корея
| № | Дата            | Место                    | Оппонент   | Результат | Соревнование      |
| - | --------------- | ------------------------ | ---------- | --------- | ----------------- |
| 1 | 10 октября 2014 | Республика Корея, Чхонан | Парагвай   | 2:0       | товарищеский матч |
| 2 | 10 января 2015  | Австралия, Канберра      | Оман       | 1:0       | Кубок Азии 2015   |
| 3 | 17 января 2015  | Австралия, Брисбен       | Австралия  | 1:0       | Кубок Азии 2015   |
| 4 | 22 января 2015  | Австралия, Мельбурн      | Узбекистан | 2:0       | Кубок Азии 2015   |
| 5 | 26 января 2015  | Австралия, Сидней        | Ирак       | 2:0       | Кубок Азии 2015   |

## Достижения
Командные
 Сересо Осака
- Обладатель Кубка Императора: 2017
- Обладатель Кубка Джей-лиги: 2017

 сборная Республики Корея
- Обладатель Кубка Восточной Азии: 2017